# NGC 5671
NGC 5671 (другие обозначения — UGC 9297, MCG 12-14-6, ZWG 337.14, IRAS14268+6955, PGC 51641) — спиральная галактика с перемычкой (SBb) в созвездии Малая Медведица.
Этот объект входит в число перечисленных в оригинальной редакции «Нового общего каталога».
В галактике вспыхнула сверхновая SN 2008be типа IIn, её пиковая видимая звездная величина составила 18,5.